# Europelta
Europelta carbonensis
Genre
Espèce
Europelta est un genre éteint de dinosaures ornithischiens herbivores, un ankylosaurien de la famille des nodosauridés et de la sous-famille des struthiosaurinés. Il a vécu à la fin du Crétacé inférieur (Albien inférieur), il y a environ 110 millions d'années dans ce qui est aujourd'hui la province de Teruel, en Espagne où il a été retrouvé dans la formation géologique d'Escucha.
Une seule espèce est rattachée au genre : Europelta carbonensis, décrite en 2013 par James Kirkland et ses collègues.

## Étymologie
Le nom de genre Europelta est composé de « Europe » et du mot du grec ancien « Péltê », « bouclier » pour donner « bouclier de l'Europe ». Le nom d'espèce carbonensis (charbon en latin) honore la compagnie minière ayant permis l'accès au site de la découverte.

## Découvertes
Deux squelettes ont été découverts à 200 mètres de distance l'un de l'autre dans la partie inférieure de la formation d'Escucha juste sous la couche de charbon la plus profonde de l'ancienne mine de charbon à ciel ouvert de Santa Maria. Ce sont des squelettes partiels désarticulés. Ils sont référencés :
- AR-1/10 pour l'holotype. Il comprend entre autres, un crâne presque complet, des vertèbres, une quinzaine de dents isolées, une bonne partie du bassin et 70 ostéodermes ;
- AR-1/31 pour le paratype. Il comprend entre autres, une partie de la mandibule gauche, de nombreuses vertèbres, un sacrum et une partie du bassin, des dents isolées, un fémur, tibia, péroné et calcanéum, quatre métatarsiens, huit phalanges et neuf ongles, ainsi que 90 ostéodermes.

Ils sont considérés comme représentant le taxon d'ankylosaurien le plus complet jamais décrit en Europe.

## Description

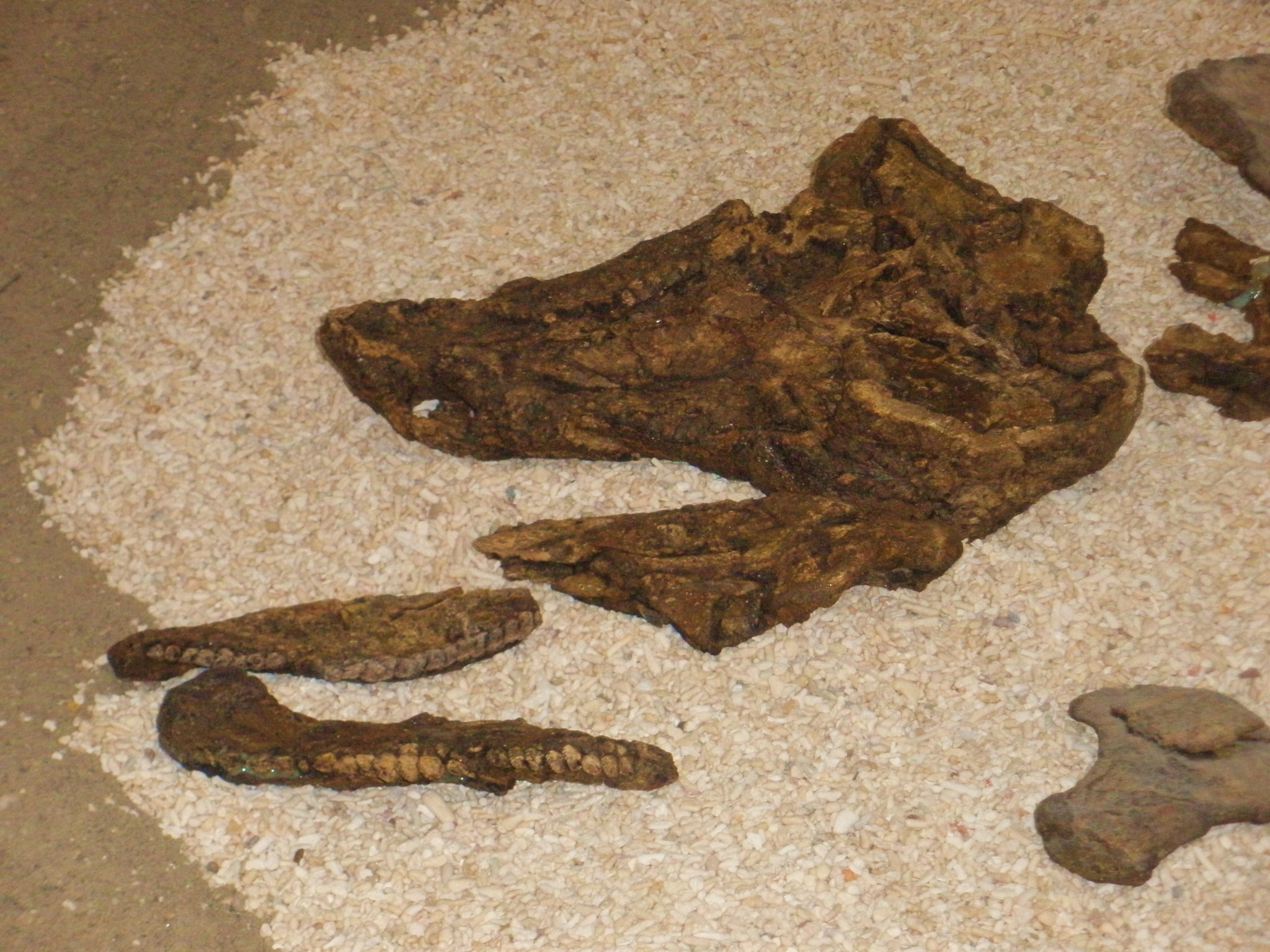
Fossile holotype du crâne.

### Taille
Europelta est un nodosauridé de taille moyenne avec une longueur totale estimée à 4,50 mètres.

### Crâne

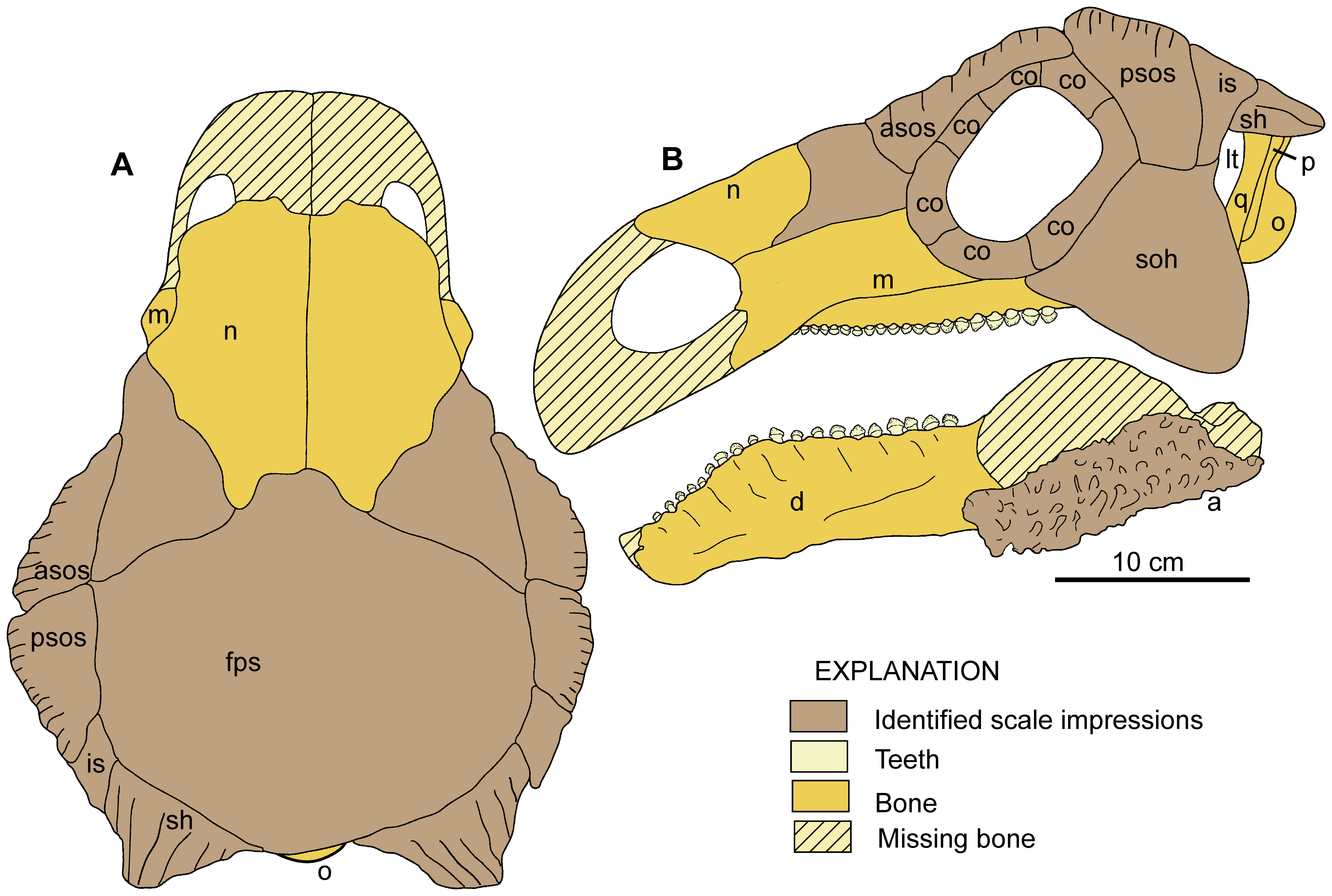
Diagramme du crane d'Europelta.
En hachuré, les parties manquantes du crâne.

Comme chez Edmontonia, le crâne est en forme de poire lorsqu'on l'observe par le dessus. Il a une longueur de 37 centimètres et une largeur de 30 centimètres au niveau des orbites. Les narines externes semblent être de construction simple, sans aucun signe de passages d'air complexes.
Il possède vingt-deux à vingt-cinq dents sur chaque maxillaire, avec les six dernières dents à l'arrière nettement plus grandes que les dents de devant. Le toit du crâne est largement recouvert d'un large ostéoderme unique sur les os frontaux et pariétaux.

### Armure
Les ostéodermes présentent une grande variété de morphologies. Aucune trace de fusion entre deux de ces plaques osseuses dermiques n'a été observée. Huit types (morphotypes) d'ostéodermes ont été définis dont les tailles varient de 1 à 25 centimètres de long. Certains sont transformés en épines. La disposition et l'arrangement de ces morphotypes sur le corps de l'animal ne sont pas connus car ces plaques ont été retrouvées dispersées sur une grande surface.

### Caractères diagnostiques
Europelta se distingue des autres ankylosauriens par plusieurs autapomorphies : son os carré est plus court et  médio-latéralement plus large que chez n'importe quel autre ankylosaurien. La bordure arrière de son crâne est concave en vue dorsale. En vue latérale, son sacrum forme une arche dorsale formant un arc d'environ 55°. 
Son pubis est complètement fusionné avec son ischium formant un ischiopubis. Le rapport de longueur entre tibia et le fémur s'établit à 90%, la valeur la plus élevée connue chez les ankylosauriens.

## Classification
Les inventeurs d'Europelta ont créé, à la suite de sa description, la sous-famille des Struthiosaurinae, un petit clade dans lequel ils le placent avec les genres européens Anoplosaurus, Hungarosaurus et Struthiosaurus.
Le cladogramme réalisé par Caleb Brown et ses collègues en 2017, à la suite de la description du genre Borealopelta, ne reprend pas cette subdivision. Europelta est placé certes proche de Hungarosaurus, mais également du groupe frère constitué des genres nord-américains Pawpawsaurus et Borealopelta :
- Nodosauridae
  - 
    - Sauroplites scutiger
    - Mymoorapelta maysi
    - Dongyangopelta yangyanensis

  - 
    - Gastonia burgei
    - 
      - Gargoyleosaurus parkpinorum
      - 
        - Polacanthus foxii
        - 
          - Peloroplites cedrimontanus
          - 
            - Sauropelta edwardsi
            - 
              - Nodosaurus textilis
              - 
                - Tatankacephalus cooneyorum
                - 
                  - Silvisaurus condrayi
                  - 
                    - Animantarx ramaljonesi
                    - 
                      - Hungarosaurus tormai
                      - 
                        - Europelta carbonensis
                        - 
                          - Pawpawsaurus campbelli
                          - Borealopelta markmitchelli

                    - 
                      - 
                        - Struthiosaurus austriacus
                        - Stegopelta landerensis

                      - 
                        - Panoplosaurus mirus
                        - 
                          - Edmontonia rugosidens
                          - Edmontonia longiceps
                          - Denversaurus schlessmani